# سفارت فرانسه در تهران
سفارت فرانسه در تهران سفارت رسمی دولت فرانسه در کشور ایران است و روابط دو جانبه ایران و فرانسه را پیگیری می‌کند. این سفارت در خیابان نوفل‌لوشاتو تهران قرار دارد. سفیر قبلی فرانسه در ایران به ترتیب برونو فوشه و فرانسوا سنمو بوده است. فیلیپ تیه بو به عنوان سفیر فرانسه در ایران انتخاب شده. سفارت فرانسه در تهران دارای چهار بخش سیاسی، بخش کنسولی، بخش همکاری‌ها و اقدامات فرهنگی، و بخش اقتصادی است.
- بخش سیاسی مسئول پیگیری تحولات سیاسی داخلی و خارجی ایران و روابط فرانسه و ایران است. گروه دیپلمات‌هایی که در این کار سفیر را یاری می‌کنند «شانسلری سیاسی» نام دارد.[۵]
- شعبه کنسولی با وزارت کشور کار می‌کند و روادید ورود به فرانسه یا ویزای شنگن (کشورهای عضو پیمان شنگن) را صادر می‌کند.[۶] کنسول‌گری فرانسه نماینده دولت فرانسه در برابر فرانسویان ایران است و سرشماری از آنان، ثبت احوال، صدور گذرنامه و اوراق هویت، تنظیم برخی اسناد دفترخانه‌ای و وکالت‌نامه برای رأی‌دهی، نمایندگی اتباع فرانسوی در برابر مراجع قضایی را بر عهده دارد و انتخابات برگزار می‌کند.[۷]
- بخش همکاری و اقدام فرهنگی مسئول روابط علمی، فنی و فرهنگی میان فرانسه و ایران است و به شناساندن فرهنگ فرانسه در ایران، کمک به آموزش زبان فرانسوی در مرکز زبان فرانسه تهران (Centre de Langue Française- Téhéran)، ترغیب تحصیل دانشجویان ایرانی در فرانسه در بخش کامپوس فرانس ایران (Campus France- Iran) و توسعه همکاری علمی و فنی میان دو کشور می‌پردازد.[۸]
- بخش اقتصادی نماینده منافع اقتصادی فرانسه نزد ادارات، نهادها و سازمانهای ایران بوده و همچنین مسئول مذاکره دربارهٔ مسایل دوجانبه و چندجانبه در زمینه‌های بازرگانی و مالی با مقامات ایرانی است. این بخش مأمور آماده‌سازی و هماهنگ‌سازی دیدارهای رسمی اقتصادی و کمک به توسعه روابط اقتصادی دوجانبه با همکاری «رایزنان بازرگانی خارجی فرانسه» و اتاق بازرگانی ایران و فرانسه است.[۴][۹]